# پیراسفنه
پیراسفنه، روستایی از توابع بخش وردشت شهرستان سمیرم در استان اصفهان ایران است. 
این روستا در دهستان وردشت قرار دارد و براساس سرشماری مرکز آمار ایران در سال ۱۳۸۵، جمعیت آن ۱۷۲ نفر (۳۱خانوار) بوده‌است. طبق سرشماری رسمی سال ۱۳۹۵ روستا با کاهش حدود ۳۷ درصدی جمعیت به آمار ۱۰۵ نفر رسیده اما جمعیت ساکن در آن بسیار کمتر از آمار رسمی می‌باشد.

## آب هوا
اختلاف ۴۷ درجه‌ای بین سردترین و گرمترین ماه سال، بارش حدود۳۰۰ میلی‌متر در سال، ۵ ماه یخبندان، رسیدن دما در فصل زمستان به ۲۰- درجه سانتی گراد و بارش برف در چهار ماه از سال از نکات جالب توجه اقلیمی پیراسفنه است. مهم‌ترین تیپ‌ها و گونه‌های گیاهی مراتع منطقه شامل انواع گون، و… است. مراتع و پوشش گیاهی پیراسفنه به دلیل چرای بیش از حد دام در حال نابودی است

## کوه آلمالوق (ارتفاع ۲۸۹۰)
زیباترین منظره طبیعی روستای پیراسفنه کوه المالوق است. دلیل این جذابیت چشمه آب سرد پرآب و درختان انبوه کهنسال در بالای این کوه می‌باشد
همچنین در این کوه چشمه دیگری به نام چشمه شور وجود دارد و همین دو چشمه جذابیت زیادی علی‌رغم سختی صعود و مسیر دشوار برای کوهنوردان ایجاد کرده تا پس از صعود با نوشیدن آب سرد کوهستان خستگی از تن به در کنند از طرف گروهی از علاقه مندان به طبیعت روستای پیراسفنه جمعه آخر اردیبهشت به نام شالمالوق نامگذاری شده تا ساکنان روستا به صورت دسته جمعی هر سال در چنین روزی به ارتفاعات این کوه صعود کنند به‌طور کلی این روستا در فصل بهار با چمنزارها و چشمه‌هایش و دره‌های مثل قانلی دره. دره هاشمی. دوشاخه و چمنزار وسیع کنار رودخانه به نام تخته چمن به ویژه در اردیبهشت با هوای دلپذیر بسیار جذاب است

## شورای پیراسفنه
انتخابات ششمین دوره شورا عادل عسگریان با ۶۴ رای مهرداد سنایی استوار ۴۳ رای و ابراهیم کریم نژاد ۳۲ رای موفق شدند به پارلمان روستا راه پیدا کنند
فاصله پیراسفنه نزدیکترین شهر ۴۳ کیلومتر شهر بروجن.
فاصله تا مرکز شهرستان ۴۶ کیلومتر سمیرم.
فاصله تا مرکز استان ۱۵۰ کیلومتر اصفهان